# Walter Pektor
Walter Pektor, född 20 september 1945, död 23 december 1994, var en friidrottare från Österrike. Han deltog vid olympiska sommarspelen 1968.